# Avdicija (film, 1999)
Avdicija (izviren japonski naslov: オーディション Ōdishon) je japonska grozljivka iz leta 1999, posneta po istoimenskem romanu. Režiser filma je Takashi Miike, zgodba pa govori o vdovcu Shighari Aoyami (Ryo Ishibashi), kateremu sin svetuje, da si najde novo ženo. Aoyama se strinja in skupaj s prijateljem priredi lažno avdicijo, da si bi lažje našel partnerko. Po srečanju nekaj žensk, se Aoyama najbolj zainteresira za Asami (Eihi Shiina), ki ga prav tako lepo sprejme. Vendar kmalu začne po njuni zvezi segati mračna preteklost.
Avdicijo je začelo ustvarjati podjetje Omega Project, ki je želela posneti grozljivko po velikem uspehu njihove prejšnje produkcije Kroga (Ring). Da bi posnelo film, je podjetje pridobilo pravice Ryu Murakamijeve knjige Avdicija, ter najelo scenarista Daisuke Tengana in režiserja Miika. Film je bil posnet v približno treh tednih v Tokiu.
Film je bil premierno predvajan na mednarodnem filmskem festivalu v Vancouovru skupaj z nekaj drugimi japonskimi grozljivkami, vendar je več pozornosti pridobil na mednarodnem filmskem festivalu v Rotterdamu leta 2000, kjer je prejel nagrado kritikov in nagrado KNF. Po izdaji v kinematografe na Japonskem, so film še vedno predvajali na festivalih in celo v kinih v ZDA in Veliki Britaniji. Avdicija je prejela veliko pozitivnih odzivov zahodnjaških kritik, ki so hvalili predvsem prizor mučenja na koncu, ki tako filmu doda nek pridih grozljivke. Film se nahaja na veliko seznamih kot ena najboljših grozljivk, ki so bile kdajkoli posnete. Prav tako je postala navdih ostalim grozljivkam in režiserjem kot so Eli Roth in sestre Soska.

## Vsebina
Shigeharu Aoyama (Ryo Ishibashi) je vdovec v srednjih letih, ki mu je pred sedmimi leti umrla žena. Njegov 17 letni sin Shigehiko (Tetsu Sawaki) mu svetuje naj spet začne hoditi na zmenke. Aoyamin prijatelj Yasuhisa Yoshikawa (Jun Kunimura) je filmski producent, ki organizira lažno avdicijo, kjer bi si naj Aoyama izbral ženo. Aoyama se strinja z načrtom in hitro postane zainteresiran v Asami Yamazaki (Eihi Shiina). 
Yoshikawa najde veliko napak pri Asami, saj med drugimi nikakor ne more na telefon dobiti glasbenega producenta za katerega bi naj delala, saj je pogrešan, vendar se Aoyama za to ne zmeni. Asami živi v praznem stanovanju, kjer ima le vrečo in telefon. Štiri dni po avdiciji sedi povsem mirno zraven telefona in čaka da zazvoni. Ko končno Aoyama pokliče, se Asami dela da ga ni pričakovala. Po nekaj zmenkih, se Asami končno odloči in odide z Aoyamo v hotelsko sobo. Tam Asami pokaže svoje brazgotine po telesu. Preden se začneta ljubiti, Asami od Aoyame zahteva da bo ljubil le njo, s čimer se on strinja. Zjuraj Aoyama nikjer več ne najde Asami.
Aoyama jo skuša izslediti vendar kmalu ugotovi, da so vsi podatki slepa ulica. V plesnem studiu, kjer naj bi Asami nekoč trenirala, najde moškega s poškodovanim stopalom. Bar kjer naj bi delala pa je zaprt že eno leto odkar se je tam zgodil umor. Mimoidoči pove Aoyami, da je policija našla zraven trupel še tri prste, uho in jezik. Medtem Asami odide k Aoyami v stanovanje, kjer vidi sliko njegove prejšnje žene, zato mu v pijačo podtakne mamilo. Aoyama pijačo popije in začne čutiti učinke mamila. Njegovi spomini pokažejo, da je v vreči v Asamijinem stanovanju moški brez obeh stopal, jezika, ušesa in treh prstov na eni roki. Moški spleza ven in začne prositi za hrano. Asami mu nalije hrano v skledo za psa in mu jo ponudi na tla. Moški nato porine obraz v skledo in začne jesti.
Aoyama nato izgubi zavest. Asami mu nato vbrizga snov, ki ga paralizira vendar pusti njegove živce budne in ga začne mučiti z iglami. Pove mu, da tako kot vsi v njenem življenju ni mogel ljubiti le nje. Ne more dopuščati, da ima kakršnakoli čustva do kogar koli, tudi do svojega sina. Nato mu igle zapiči še v oko in pri tem uživa. Z žico iz klavirja mu še odreže stopalo ne levi nogi. Shigehiko se vrne domov še preden Asami odreže še drugo stopalo in se zažene za njim po stopnicah. Ko fanta napade, se Aoyama zbudi v hotelu po seksu z Asami in videti je kot da je imel le nočno moro. Asami zaprosi in ona sprejme. Ko v hotelu zaspi se spet zbudi doma, kjer se njegov sin bori z Asami. Shigehiko jo končno sune po stopnicah in ji zlomi vrat. Aoyama pove sinu naj pokliče policijo in začne strmeti v umirajočo Asami, ki ponovi besede, ki jih je izrekla na enem od njunih zmenkov kako je navdušena, da ga spet vidi.

## Igralci
- Eihi Shiina kot Asami Yamazaki (山崎 麻美 Yamazaki Asami)
- Ryo Ishibashi kot Shigeharu Aoyama (青山 重治 Aoyama Shigeharu)
- Jun Kunimura kot Yasuhisa Yoshikawa (吉川泰久 Yoshikawa Yasuhisa)
- Tetsu Sawaki kotShigehiko Aoyama (青山 重彦 Aoyama Shigehiko)
- Miyuki Matsuda kot Ryoko Aoyama (青山良子 Aoyama Ryoko)
- Toshie Negishi kot Rie (リエ)
- Ken Mitsuishi kot režiser (ディレクター Direkutā)
- Ren Ohsugi kot Shimada (芝田)
- Renji Ishibashi kot starec na invalidskem vozičku (車椅子の老人 Kurumaisu no rōjin)